# Игры стран СНГ 2021
I Игры стран СНГ — международные спортивные соревнования, которые впервые прошли с 4 по 11 сентября 2021 года в Казани (Республика Татарстан, Российская Федерация).
В Играх приняли участие 1 139 спортсменов в возрасте от 14 до 23 лет из девяти стран Содружества Независимых Государств (СНГ). В программу Игр были включены 16 видов спорта, в которых разыграли 182 комплекта наград.

## Организация Игр

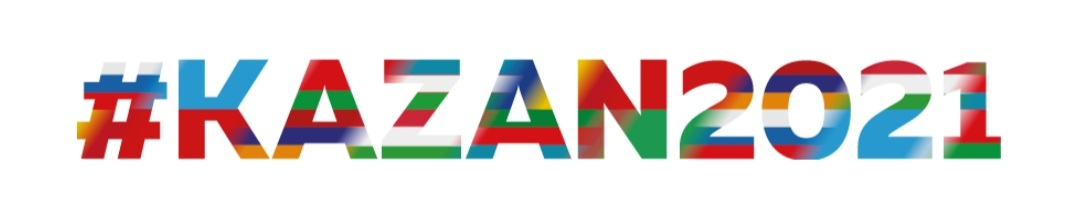
Официальный хештег I Игр стран СНГ 2021 года
в Казани (Россия).

Идею проведения Игр стран СНГ выдвинула Российская Федерация. Предложение было поддержано на заседании Совета глав государств СНГ в Душанбе 28 сентября 2018 года.
Первоначально соревнования планировалось провести в сентябре 2020 года, однако из-за пандемии COVID-19 соревнования перенесли на сентябрь 2021 года.
Организаторами первых Игр стран СНГ выступили Министерство спорта Российской Федерации, а также
Правительство Республики Татарстан и Совет глав правительств СНГ. Исполнительной организацией являлась АНО «Дирекция спортивных и социальных проектов».

### Волонтёры
Команда волонтёров I Игр стран СНГ 2021 года в Казани (Россия) была сформирована из 1074 человек.

### Страны-участники Игр
1. Азербайджан
2. Армения
3. Белоруссия
4. Казахстан
5. Киргизия
6. Молдавия
7. Россия
8. Таджикистан
9. Узбекистан

## Виды соревнований
В программу I Игр стран СНГ были включены 16 видов спорта, в которых были разыграны 182 комплекта наград:
1. Бадминтон
2. Настольный теннис
3. Пулевая стрельба
4. Стендовая стрельба
5. Танцевальный спорт
6. Художественная гимнастика

- Боевые искусства:

1. Бокс
2. Тайский бокс
3. Каратэ
4. Дзюдо
5. Самбо

- Борьба:

1. Борьба на поясах
2. Корэш
3. Греко-римская борьба

- Командные виды спорта:

1. Баскетбол 3×3
2. Мини-футбол (подробнее)

## Места проведения мероприятий
Соревнования проходили на 11 спортивных объектах, а спортсмены проживали в Деревне Универсиады в Казани.

### Основные объекты проведения Игр
- Дворец единоборств «Ак Барс» (пр-т. Фатиха Амирхана, д. 1 Г)
- Культурно-спортивный комплекс «КАИ Олимп» (ул. Чистопольская, д. 67)
- Международный информационный центр (МИЦ) (территория Деревни Универсиады, здание 35)
- УСК «Мирас» (спортивно-тренировочный комплекс) (ул. Джаудата Файзи, д. 6)
- УСК «Центр бадминтона» (Оренбургский тракт, д. 99)
- УСК «Центр бокса и настольного тенниса» (ул. Джаудата Файзи, д. 2 А)
- Федеральный спортивно-тренировочный центр гимнастики (ул. Сыртлановой, д. 6)
- УСК «Тулпар»
  - спортивный комплекс (ул. Рауиса Гареева, д. 80)
  - стадион (ул. Рауиса Гареева, д. 76)
- Комплекс стендовой стрельбы «Свияга» (Верхнеуслонский район, с. Введенская Слобода, ул. Спортивная, д. 1)
- Экстрим-парк «Урам» (ул. Подлужная, д. 67 Б)
- Центр пулевой стрельбы (Спортивный центр «Динамо») (пос. Мирный, ул. Ново-Давликеевская, д. 2 А)

### Дополнительный объект проведения мероприятий
- Культурно-досуговый комплекс имени В. И. Ленина (ул. Копылова, д. 2 А)

## Церемония открытия Игр
Торжественная церемония открытия I Игр стран СНГ состоялась 4 сентября 2021 года на Аллее флагов на территории Деревни Универсиады в Казани.
Официальная часть мероприятия началась с приветствия Президента России Владимира Путина организаторам и участникам соревнований, которое зачитал заместитель министра спорта России Алексей Морозов.
Первый заместитель председателя исполнительного комитета СНГ Леонид Анфимов объявил Игры открытыми, после чего прозвучал государственный гимн Российской Федерации в исполнении Государственного камерного хора Республики Татарстан под управлением народной артистки Республики Татарстан Миляуши Таминдаровой. Спортсмены из 9 стран СНГ прошли по аллее парадом со своими национальными флагами под национальные песни и танцы.
В связи с эпидемиологической ситуацией церемония прошла в закрытом режиме без допуска зрителей, но любой желающий мог посмотреть открытие онлайн на официальном сайте Игр и в официальном сообществе Игр в социальной сети «ВКонтакте».

## Медальный зачёт Игр
*   Принимающая страна (Россия)
| Место          | Страна         | Золото | Серебро | Бронза | Всего |
| -------------- | -------------- | ------ | ------- | ------ | ----- |
| 1              | Россия*        | 111    | 42      | 59     | 212   |
| 2              | Узбекистан     | 23     | 32      | 35     | 90    |
| 3              | Казахстан      | 18     | 36      | 53     | 107   |
| 4              | Азербайджан    | 16     | 16      | 28     | 60    |
| 5              | Беларусь       | 9      | 31      | 29     | 69    |
| 6              | Кыргызстан     | 3      | 10      | 25     | 38    |
| 7              | Таджикистан    | 0      | 7       | 7      | 14    |
| 8              | Армения        | 0      | 5       | 8      | 13    |
| 9              | Молдова        | 0      | 2       | 11     | 13    |
| Всего стран: 9 | Всего стран: 9 | 180    | 181     | 255    | 616   |